# Muzeum Oręża Polskiego w Kołobrzegu
Muzeum Oręża Polskiego w Kołobrzegu – muzeum w Kołobrzegu, z siedzibą przy ul. Armii Krajowej 13. Powstało 8 maja 1963 roku. Wpisane do Państwowego Rejestru Muzeów pod pozycją nr 8. Muzeum posiada, oprócz siedziby dyrekcji i oddziału Muzeum Miasta Kołobrzegu w Pałacu Braunschweigów, także zespół obiektów przy ulicy Emilii Gierczak 5, gdzie mieści się wystawa główna – Dzieje Oręża Polskiego, Skansen Morski w kołobrzeskim porcie, Muzeum Zimnej Wojny w Podborsku na bazie magazynu amunicji atomowej oraz oddział Muzeum Lotnictwa i Techniki Wojskowej w hangarze w Rogowie. Początkowo, muzeum miało mieć profil historyczno-miejski, poświęcony dziejom Kołobrzegu. Od 1966 roku jest to placówka o profilu głównie historyczno-wojskowym, zajmująca się także historią Kołobrzegu.

## Dzieje Oręża Polskiego

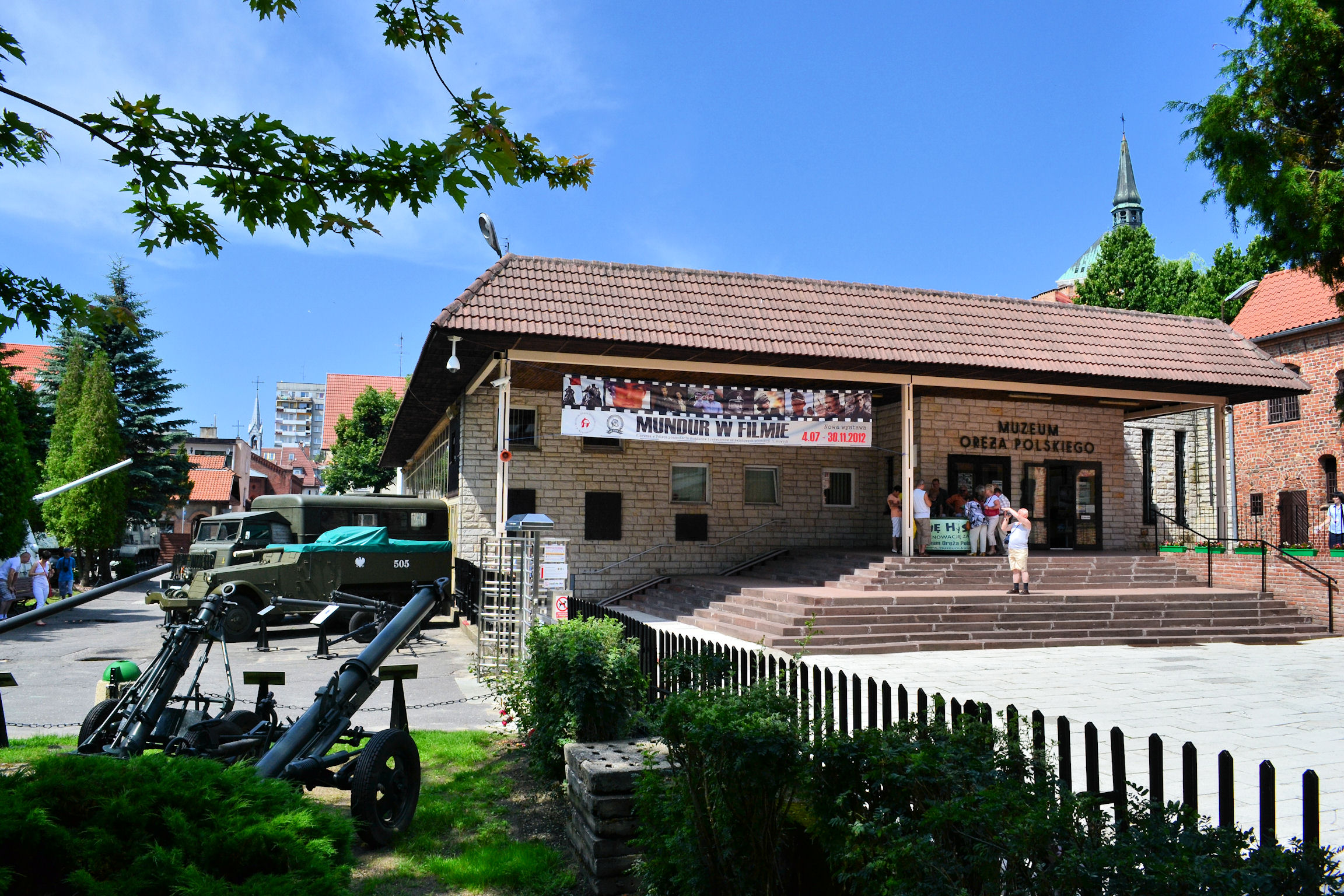
Siedziba oddziału Dzieje Oręża Polskiego

Wystawa „Dzieje oręża polskiego na Pomorzu Zachodnim” została otwarta w wieży obecnej Bazyliki Mariackiej w Kołobrzegu 8 maja 1966 roku. Mieściły się tam następujące ekspozycje: I poziom: wojny szwedzkie, wojny napoleońskie, II poziom: Pomorze Zachodnie, agresja hitlerowska na Polskę, bitwa o Wał Pomorski, III poziom: bitwa o Kołobrzeg, operacja pomorska (scenariusz wystawy: Janusz Przewoźny, Tadeusz Gasztold, Zygmunt Grężlikowski, Franciszek Rożnowski). Wówczas, blok wieżowy należał do państwa. Zmieniło się to w 1974 roku, gdy świątynię przekazano Kościołowi katolickiemu, a w 1976 roku wieża została zdana Parafii Św. Marcina w Kołobrzegu. Od tego czasu, zbiory militarne mieściły się na wystawie plenerowej przy obecnej ul. Emilii Gierczak, otwartej 12 października 1977. Przez kolejne miesiące trwały prace nad budową tymczasowej siedziby na wystawę główną, którą otwarto 17 marca 1980 roku. Autorem koncepcji wystawy był ówczesny dyrektor muzeum – Hieronim Kroczyński.
Muzeum posiada bogatą kolekcję mundurów żołnierzy polskich z okresu I i II wojny światowej, włącznie z mundurem powstańca wielkopolskiego. Na wystawie głównej można zobaczyć umundurowanie, wyposażenie i pamiątki okresu powstań narodowych i okresu porozbiorowego, eksponaty z czasów Królestwa Polskiego, a także powstawania państwa polskiego. Uzupełnieniem tej kolekcji jest bogata prezentacja pojazdów wojskowych, samolotów, broni pancernej i artylerii wyeksponowana w sali techniki oraz na wystawie plenerowej, gdzie można zobaczyć m.in. jeżdżący czołg T34-85 czy niemiecki Panzerkampfwagen IV.

## Muzeum Miasta Kołobrzeg

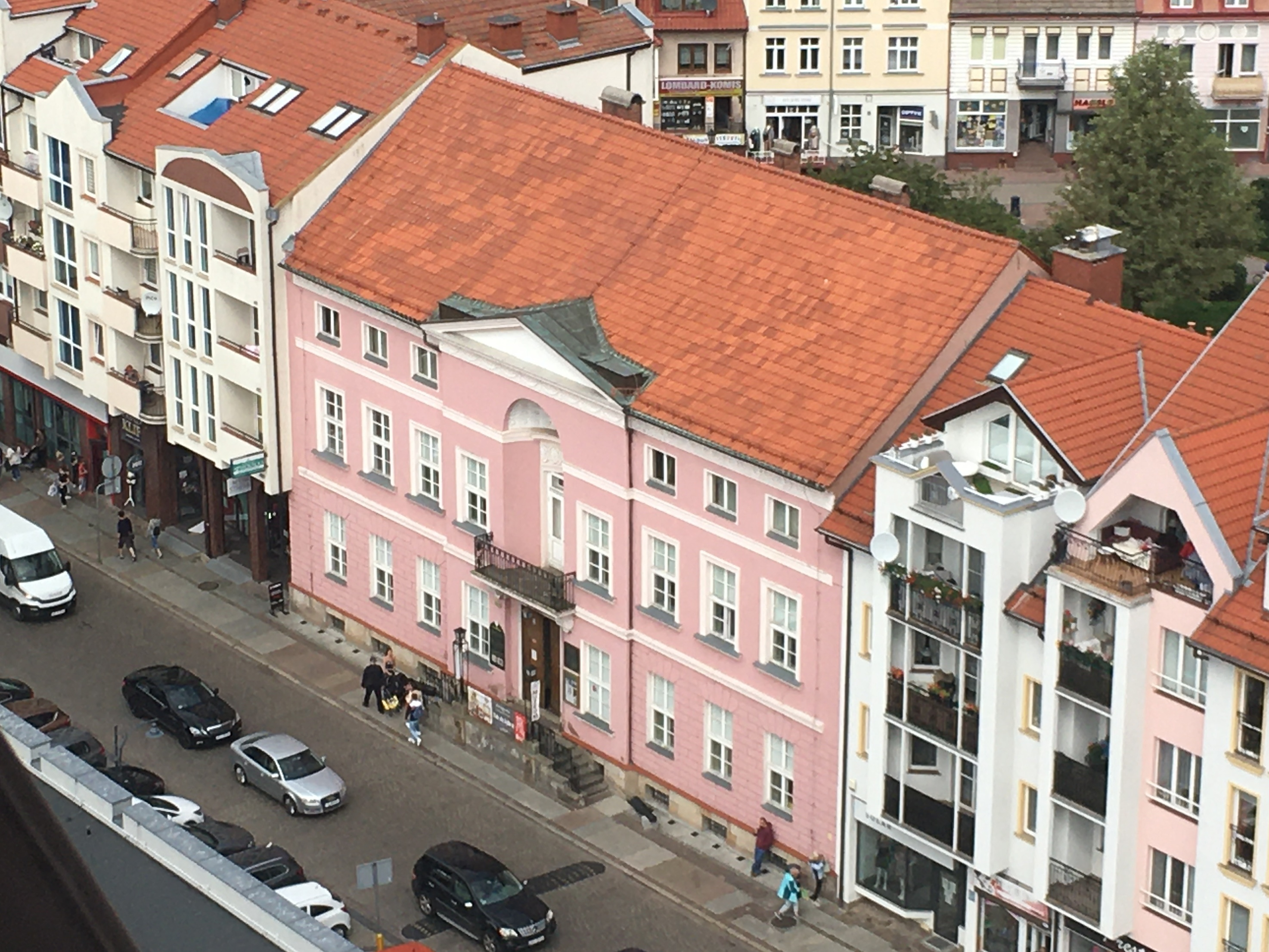
Muzeum Miasta Kołobrzeg

Drugi oddział muzeum znajduje się w pochodzącym z początku XIX wieku Pałacu Braunschweigów, zbudowanym w stylu empire. Wystawa stała poświęcona dziejom Kołobrzegu otwarta została 23 maja 1970 roku w średniowiecznej kamienicy mieszczańskiej przy ul. Emilii Gierczak. Następnie, w związku z przekazaniem na rzecz muzeum Pałacu Braunschwegiów, w jego piwnicach w czerwcu 1977 roku otwarto wystawę „Dzieje Kołobrzegu”. Zamknięto ją we wrześniu 1977 roku ze względu na zły stan techniczny pomieszczeń. W 2000 roku rozpoczęto ich kolejny remont. Planowano otworzyć wystawę miejską na 1000-lecie utworzenia biskupstwa w Kołobrzegu. Ze względu na skomplikowane procesy konserwatorskie, udało się tego dokonać dopiero 9 maja 2003 roku. Autorem scenariusza wystawy jest ówczesna dyrektor muzeum – Barbara Zabel. Obejmowała ona zasadniczo dzieje miasta w okresie średniowiecza. Wystawa została gruntownie przebudowa kilkanaście lat później. Autorem scenariusza jest Robert Dziemba, kierownik Pracowni Historii Kołobrzegu. Muzeum Miasta Kołobrzeg otwarto 2 lipca 2017 roku. Prezentowana jest tam historia i prahistoria Kołobrzegu i okolic do 1945 roku, ze szczególnym uwzględnieniu wieków średnich, czasów Twierdzy Kołobrzeg i nadmorskiego kurortu.

## Skansen Morski

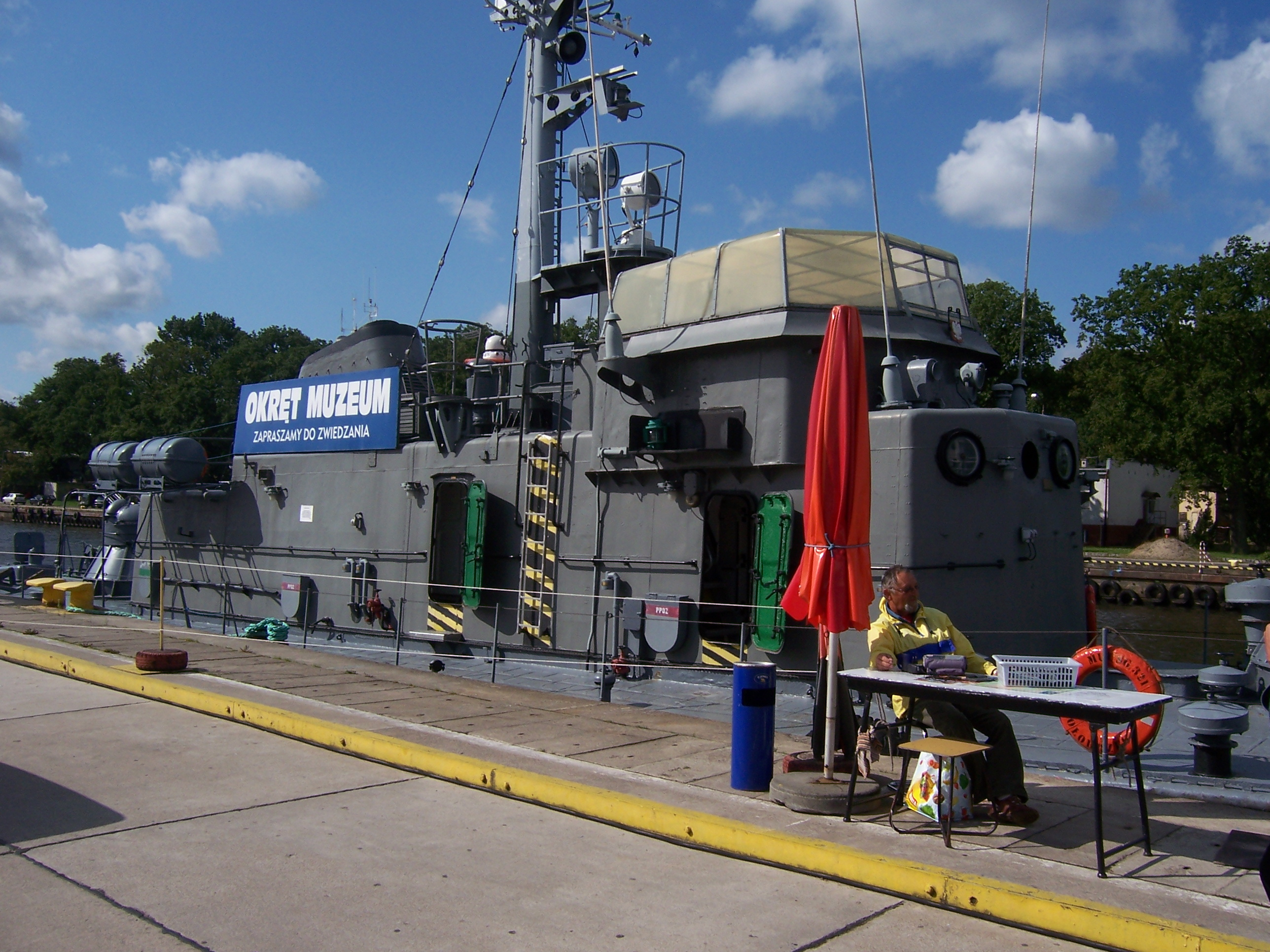
ORP „Fala”

Trzeci oddział muzeum został otwarty 14 sierpnia 2013 roku w Porcie Rybackim w Kołobrzegu przy ulicy Bałtyckiej 31. Jest to plenerowa ekspozycja muzealiów morskich, prezentująca dwa udostępnione do zwiedzania okręty wojenne: patrolowiec „Fala” i kuter rakietowy „Władysławowo”, pozostałości po niszczycielu ORP „Burza” – pierwszym polskim okręcie muzealnym, a także liczne eksponaty związane z kulturą morską i Marynarką Wojenną. Koncepcja wystawy powstała z inicjatywy ówczesnego dyrektora Pawła Pawłowskiego.

## Muzeum Zimnej Wojny w Podborsku

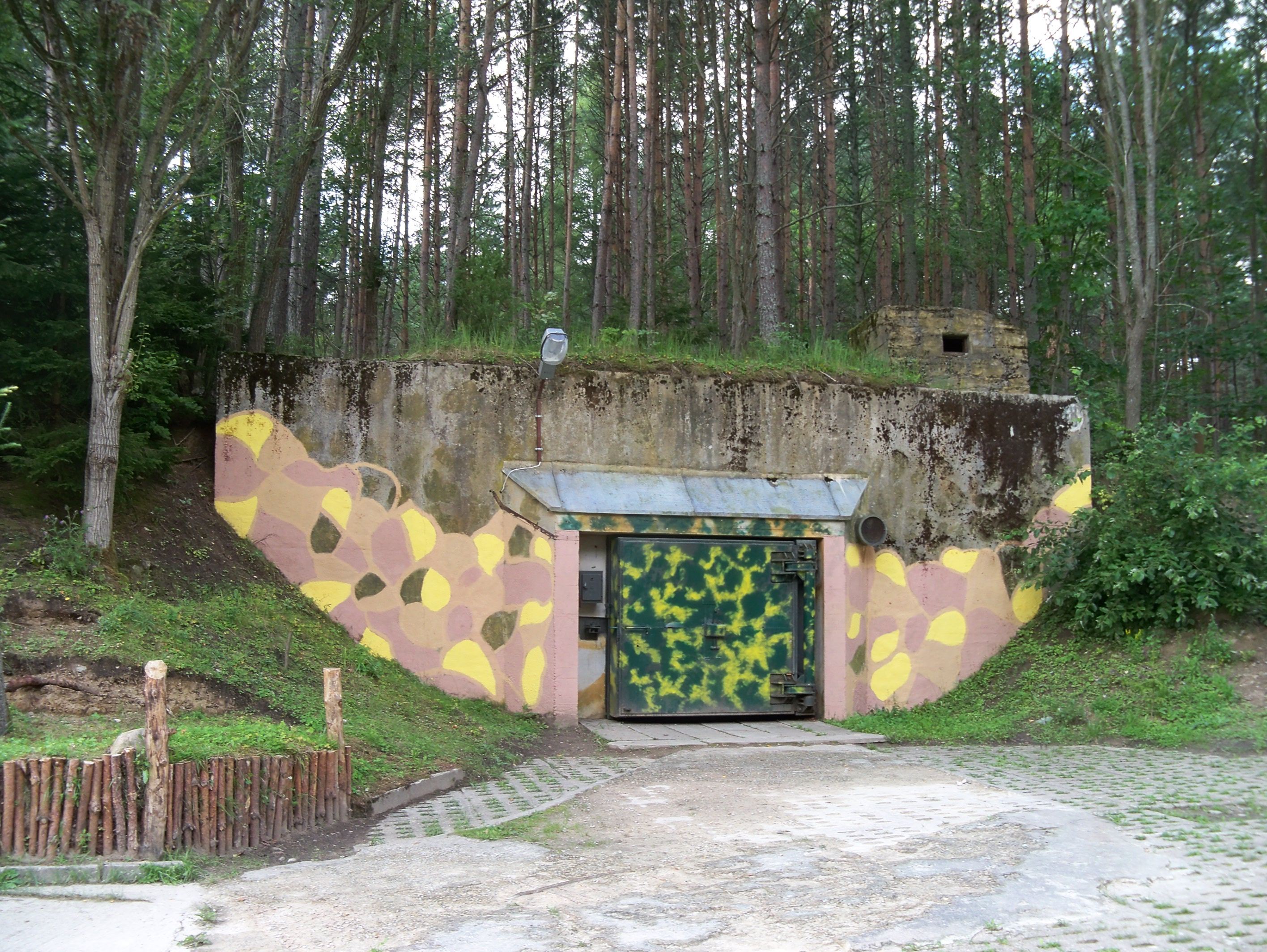
Muzeum Zimnej Wojny w Obiekcie 3001 – dawnym magazynie amunicji atomowej

Czwarty oddział muzeum powstał w przejętych przez powiat kołobrzeski pod koniec 2015 roku dwóch magazynach amunicji atomowej oraz schronu typu „Granit” w miejscowości Dobrowo w gminie Tychowo. Obiekty te przekazano Muzeum Oręża Polskiego w Kołobrzegu. W magazynie nr 17 powstało Muzeum Zimnej Wojny Podborsko 3001. Autorem scenariusza wystawy jest Robert Dziemba. Obiekt został przystosowany do zwiedzania i otwarty 10 września 2016 roku. Można w nim zobaczyć oryginalne i sprawne wyposażenie produkcji radzieckiej, służące do przechowywania broni jądrowej na terytorium PRL. To jedyny tego rodzaju zachowany obiekt na terenie Polski.

## Muzeum Lotnictwa i Techniki Wojskowej
Piąty oddział muzeum powstał w historycznym hangarze w Rogowie zakupionym od gminy Trzebiatów przez powiat kołobrzeski 19 października 2018 roku. W obiekcie trwają prace remontowe.

## Zbiory Metrologiczne
Pierwsza wystawa czasowa, pt. „Miary i wagi ze zbiorów własnych”, została otwarta w kwietniu 1978 roku. Wystawa stała została otwarta 16 lipca 1985 roku w Pałacu Braunschweigów. Prezentowana jest na niej kolekcja miar i wag z terenu Pomorza Zachodniego i Polski.

## Galeria

### Statki powietrzne

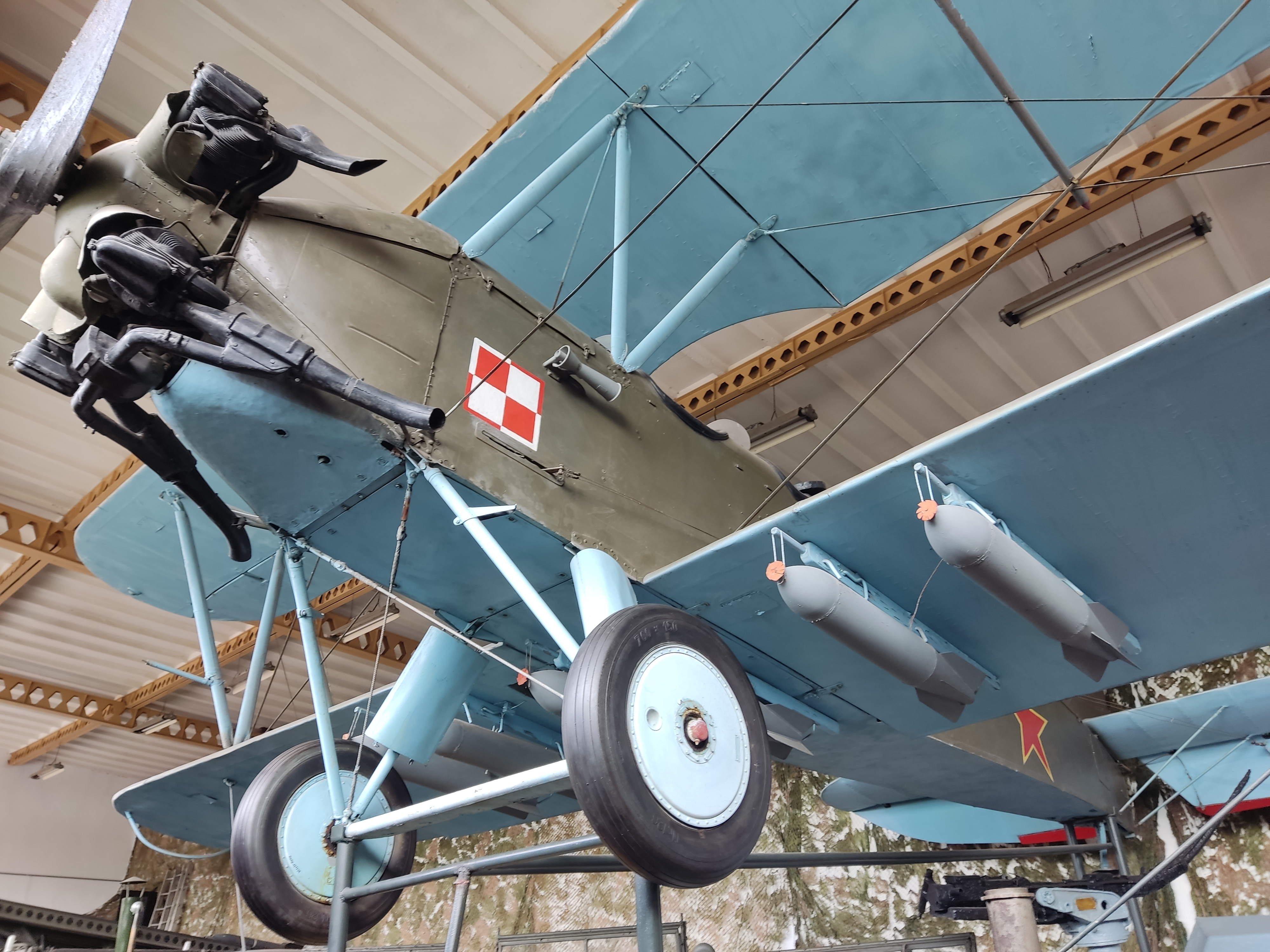
CSS-13
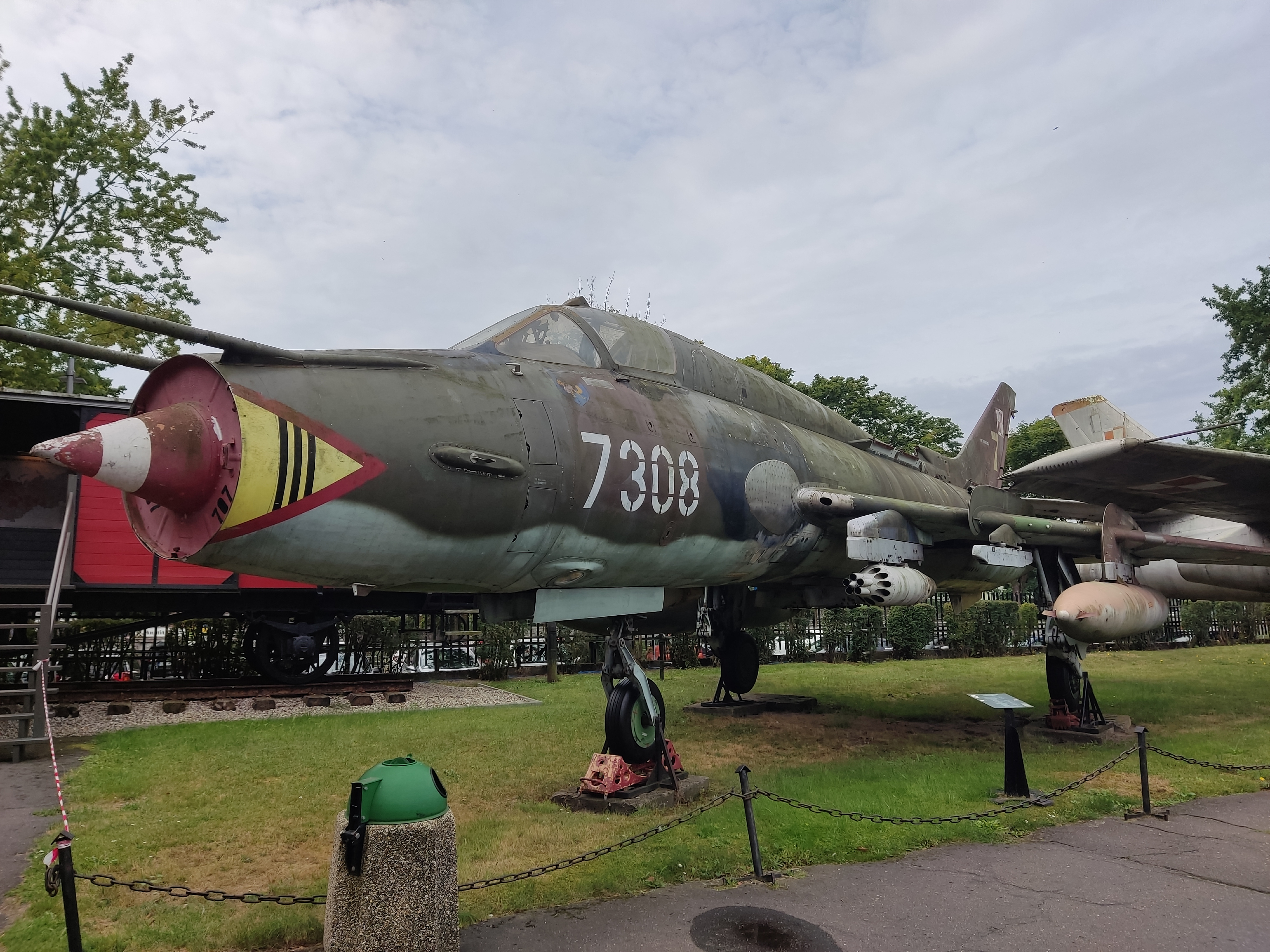
Su-22
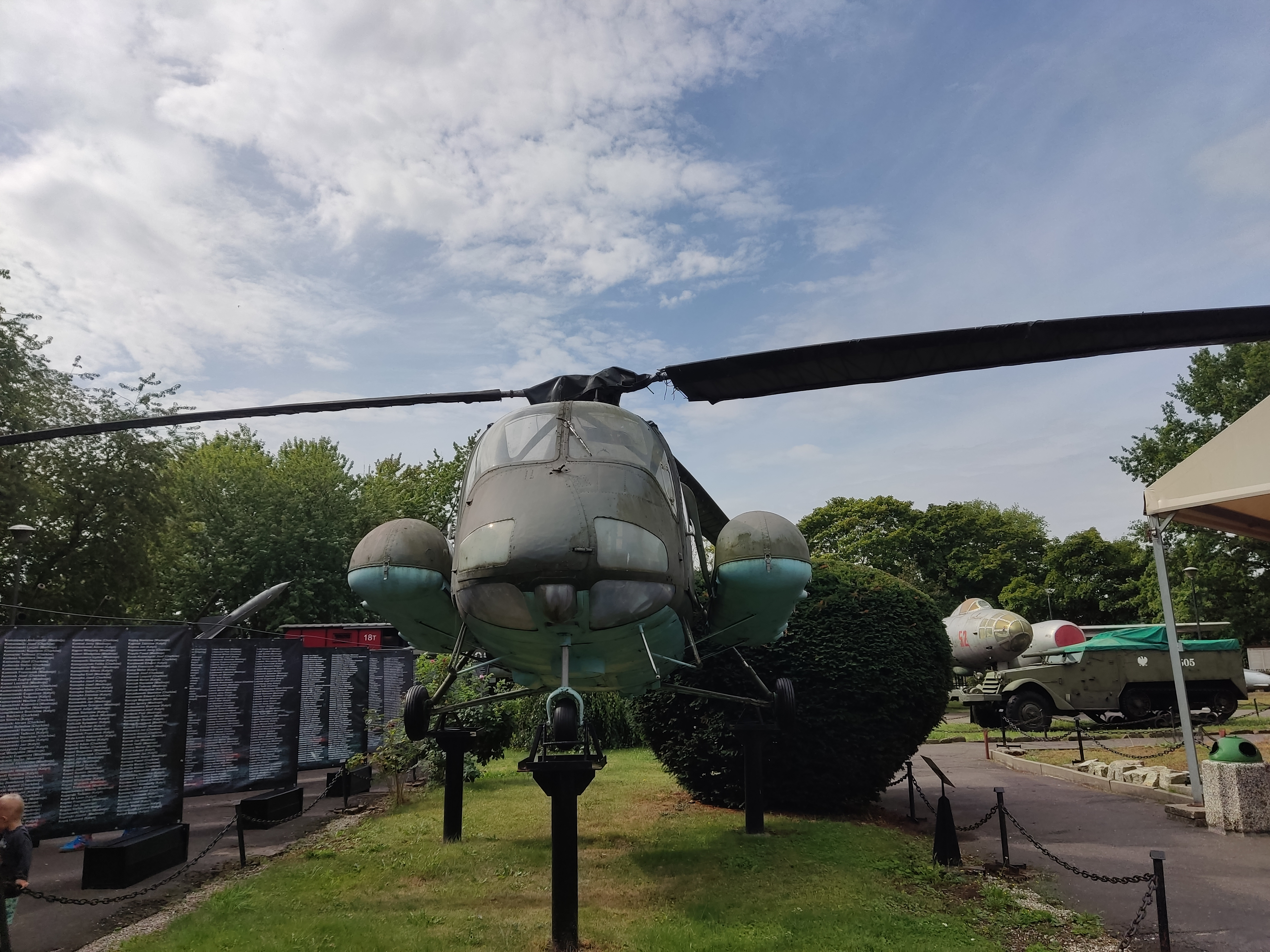
Śmigłowiec SM-2
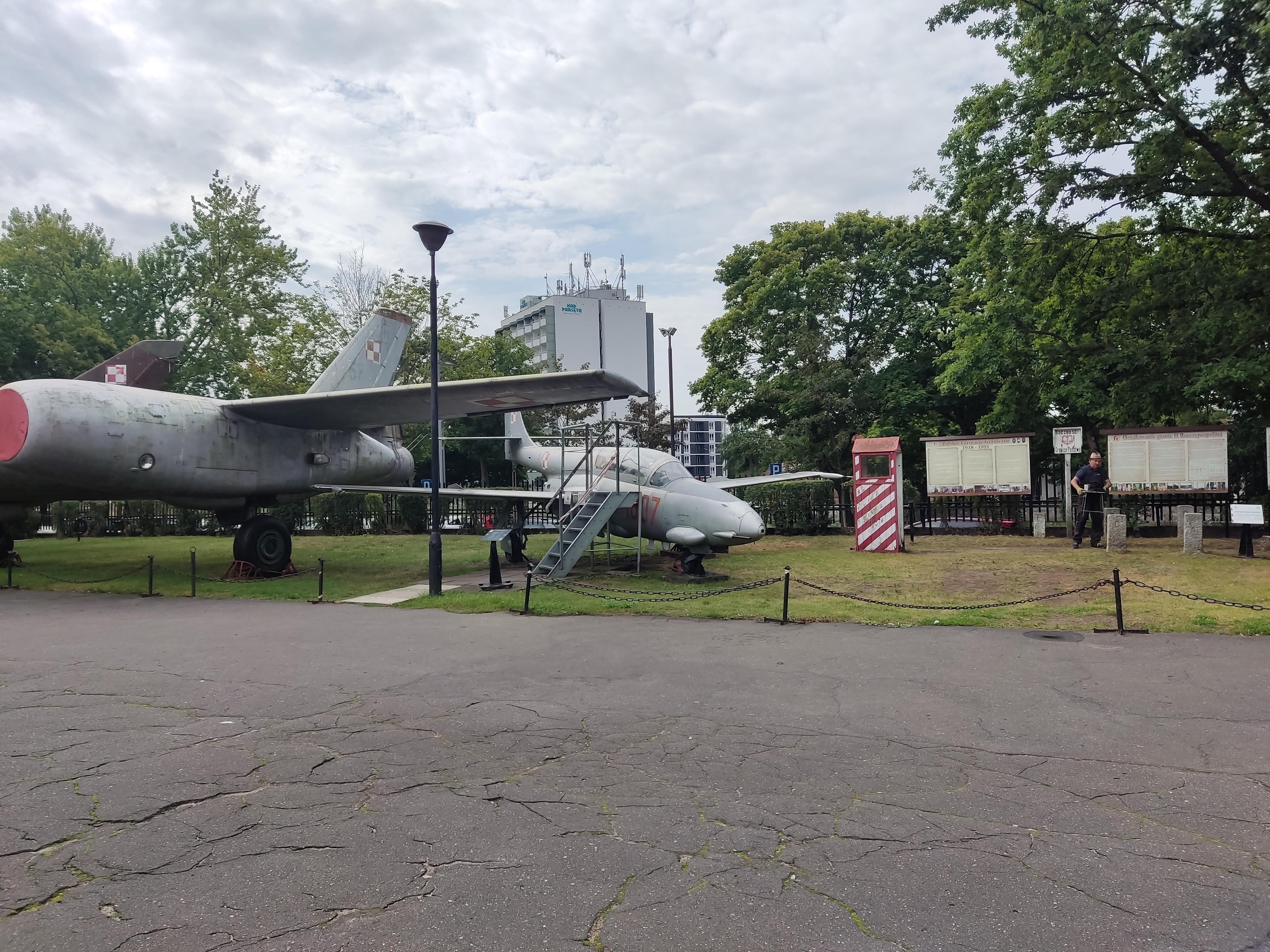
TS-11 Iskra